# Kakkanad
Kakkanad es una ciudad censal situada en el distrito de Ernakulam en el estado de Kerala (India). Su población es de 25531 habitantes (2011). Se encuentra a 13 km de Cochín y a 64 km de Thrissur. Es el centro administrativo del distrito.

## Demografía
Según el censo de 2011 la población de Kakkanad era de 25531 habitantes, de los cuales 12750 eran hombres y 12781 eran mujeres. Kakkanad tiene una tasa media de alfabetización del 93,75%, inferior a la media estatal del 94%: la alfabetización masculina es del 95,73%, y la alfabetización femenina del 91,78%.